# 金メダルマン
『金メダルマン』（きんメダルマン）は、勝木一嘉による日本の漫画作品。『月刊コロコロコミック』（小学館）において、1979年7月号からいくつかの読み切り作品を経たのち、『金メダル暴走族』のタイトルで1980年7月号から1983年4月号まで連載されていた。単行本は全4巻。

## 概要
初期の雑誌掲載時には『金メダル○○○』と、その時毎に異なったタイトルになっていた。第1回は1979年7月号に掲載された『金メダル先生』、その後も色々なタイトルで掲載され、中盤からは『金メダル暴走族』に落ち着く。
主人公の五輪たかしのみが共通のキャラクターであり、それ以外は毎回基本的にレギュラーキャラクターが違う役をこなす、スター・システムのような形式。毎回設定をリセットして次の職業に挑むのがパターンだが、「金メダル力士」のみ2回続き、その後『金メダル暴走族』が人気を博すとキャラやタイトルが固定された。単行本化の際には初期のオムニバス編から始まっているため『金メダルマン』というタイトルに変更され、たかしも作中で「金メダルマン」を自称するようになるが、このタイトルが連載に使われたことはない。毎回設定がリセットされていると思われたが、劇中たかしが「俺は過去に先生や刑事もやった」というシーンもある。これはもともとコントチックな作りであるため、ギャグ漫画ゆえの楽屋オチギャグと解釈できるのだが、掲載誌の特集でもたかしの生い立ちの一部の転職時代として語られていることから、一応は公式設定である。しかし暴走族編が定着して以降も、暴走族編のキャラクターを使ったスーパーマン、時代劇、西部劇などのパロディが特別読切として散発的に展開された。

## 登場人物（暴走族編）
五輪たかし（いつわ たかし「五輪貴士」とも）
モントリオール・オリンピック鉄棒金メダリスト。何かにつけて金メダルを自慢したがる。メダルは「尻で鉄棒を挟み高速回転する」という技で審判員を驚愕させ取ったものだが、実際はその日もよおした下痢を我慢するためのもので、まぐれで取れたものとも言えるような状況だった。名称は「ケツ・大車輪」。
生活はいつも貧乏のどん底。教師や漫画家から日雇いバイトまで、あらゆる仕事にチャレンジずる。肉体労働が多いこともあってか、マッチョな体格は現役から維持。本人いわく「チ○ポの先まで筋肉でできている」らしく、柔道編では河馬の金的蹴りをチ○ポのみで避けた事もある。反対に頭脳の方はハッキリ言ってアホで、カメラマン編ではラストにカメラの原理を全く理解していない愚行を犯している。
その頭の悪さとは裏腹に教育職員を務めることもあり、『金メダル先生』で小学校に勤めた後も、暴走族編で保育園の保父や中学校の教師に赴任する話がわずかながら描かれた。前述の特集によれば、たかしは子どもの頃から大半の学業成績は悪かったが体育でずば抜けた成績を見せ、体操のおかげで大学まで進学できたという。
モスクワオリンピックでも金メダルを目指していたが、日本のボイコットにより叶わぬ夢となった。
どの職業も長続きせず悩んでいたところ、ひょんなことから沢田達の暴走族「美しゃもん」の兄貴に抜擢される。
当初は自身のバイクすら無く、自転車でバイクとデッドヒートを繰り広げたこともあったが、やがて愛用のバイクホンダ・MB5を入手する。原付（いわゆるゼロハン）のため、バイク仲間からは「チンケなMB」といつもバカにされている。初期は小型免許のみだったが、後に教習所に通うエピソードを経て中型免許を取得している。
現実のモントリオール五輪の鉄棒の金は「月面宙返り」の塚原光男が獲得している。
沢田（さわだ）
「美しゃもん」サブリーダーでたかしの舎弟的存在。暴走族編では排気量250cc（ニーハン）のバイクを愛用。作品によっては敵キャラにもなっている。二枚目で、ウェーブの掛かった長髪をしている。
刑事編では先輩刑事、漫画家編では担当編集者、柔道編では河馬の弟子、体操編では後輩として出演している。作中では希少な常識人であり、たかし達の奇行に振り回される役どころである。
名前は当時人気絶頂にあった沢田研二より。
河馬留吉（かば とめきち）
中年暴走族「河馬狂走連合」のヘッドで、スキンヘッドのいかつい親父。たかし達と何度も縄張り争いを演じるも、いつしかたかしとの間に友情が芽生えていく。派手好きで、職業は不明だが、かなり羽振りが良い。大型免許を持っており、ナナハンを乗り回すこともある。
スキンヘッドという設定は暴走族編のみで、相撲編では大銀杏の兄弟子、柔道編では総髪の空手家として出演。まんが家編では工事現場勤務時代の同僚として登場し、「おまえは（滑稽さで）まんが（の登場人物）にはなれても…まんが家にはなれぬ男」と、たかしのキャラクター性を象徴した台詞を発している。
栄吉という息子や、さゆりという妹がいる。
河馬と河馬狂走連合は、『別冊コロコロコミック』に連載された『チャリンコ銀ちゃん』にも出演している。
芦田（あしだ）
沢田、河馬と並ぶシリーズの名脇役。暴走族編では白バイ隊長。
刑事編では課長、相撲編ではホームレス、漫画家編・カメラマン編では編集長、柔道編では師匠を演ずる。
芦田伸介がモデルとされる。
チョロ松（ちょろまつ）
「美しゃもん」のメンバー。体操編にも出演。
デカ鼻（でかはな）
「美しゃもん」のメンバー。体操編にも出演。

## シリーズ
金メダル先生
『熱中時代』に影響を受けた小学生教師。
金メダル刑事
「きれる刑事」との噂だったが、脳細胞が「切れている」バカ刑事の物語。
金メダルボクサー
ハングリーさで勝負。相手は超ブ男。
金メダルレスラー
婚約者との破談を覚悟でプロレス界入りするたかしだが、八百長試合に組み込まれる羽目に。
金メダル力士―入門!多湖部屋の巻
その筋肉を見込まれ、「多胡部屋」にホームレスの師匠・芦田とともに入門。金欲がパワー源。
金メダル力士-大金星!初土俵の巻
シリーズ初のキャラ固定続編。
金メダルスタントマン
特撮ヒーローのスタントマンとなる。酷い目に遭うのはいつものことだが、初めてラストがカッコイイ役。「たまにはずっこけないのもいいだろ!?」
金メダル柔道家
芦田道場の月謝を守るべく、道場破りに来た空手家・河馬の挑戦を受けて立つたかし。『姿三四郎』のパロディも含んだ単行本未収録作品。
金メダル兄弟
沢田ら3人がたかしの後輩で、体操競技でモスクワオリンピックを目指すが、政治的な意向で日本はオリンピックボイコットとなり、たかし以外のメンバーの不満が高まる。
金メダルカメラマン
「激写」ならぬ「肉写」という体を張った撮影テクニックで、一躍業界の注目の的となったたかしに、篭城事件の取材命令が下されるが…。単行本未収録。
金メダルまんが家
何気なく読んだ『オバケのQ太郎』に創作意欲を刺激され、漫画家を志すたかし。意気揚々と出版社へ持ち込むが、応対に出た沢田編集者からボロクソに酷評されてしまう。しかし芦田編集長の独断により、めでたく漫画家デビューを果たすが…。
金メダル暴走族
ひょんなことから沢田率いる暴走族「美しゃもん」のヘッドとなるたかし。1980年7月号から始まったシリーズで、この回以後、キャラ変更はなくなる。
金メダル 西部を行く
1981年6月号掲載の特別編。コミックス収録時のタイトルは「たかし西部を行く」。さすらいライダーのたかしと沢田が、ずるはげカパッチ族の酋長（河馬）にさらわれたエミリーを救出に向かう。
金メダルスーパーマン
1981年9月号掲載の特別編。五輪たかしはコロコロ新聞社のダメ編集者で、ヒロインのロイスとともに事件を追う。しかしその正体は正義のヒーローで、宇宙狂走連合のカーバ将軍と対決する。
金メダルお殿様
1982年3月号掲載の特別編。たかしが殿様となり、南蛮渡来の鉄の馬（要はバイク）を愛好する。鉄の馬を狙う忍者、ハゲの河馬丸と対決する。

## その他
- 主人公の設定を小学生にする事が圧倒的に多い『コロコロコミック』掲載作品の中にあって、同時期の『ザ・ゴリラ』と並び、「青年」を主人公に据えながらも、3年越えの長期連載を果たした稀少な作品でもある。たかしの年齢は最終回時点の台詞で「今年27歳」を迎えるほどだった。
- 暴走族編の人気により、掲載誌では児童誌にもかかわらずバイクのカタログのような記事が掲載されることもあった[7][注 5]。
- たかし達本作の登場人物は皆「うぷぷぷっ」という独特の笑い声を発しているが、読者からの投書に対して作者は「僕自身いつも『うぷぷぷっ』と笑うんだけど」とコメントしている。

## 書誌情報
- コミックパーク（2022年9月20日に閉鎖）・コロコロコミックアーカイブズにて2009年3月に復刊。全4巻。